# Communauté de communes de l'Arrats-Gimone
Ne doit pas être confondu avec communauté de communes des Coteaux Arrats Gimone.
La communauté de communes de l'Arrats-Gimone est une ancienne communauté de communes française, située dans le département du Gers.
Elle correspond à l'ancien Gimois.

## Historique
L'intercommunalité fusionne, au 1er janvier 2014, avec celle des Coteaux de Gimone, pour former la communauté de communes des Coteaux Arrats Gimone.

## Composition
Elle est composée des communes suivantes :
| Nom                 | Code Insee | Gentilé           | Superficie (km2) | Population (dernière pop. légale) | Densité (hab./km2) |
| ------------------- | ---------- | ----------------- | ---------------- | --------------------------------- | ------------------ |
| Gimont (siège)      | 32147      | Gimontois         | 27,58            | 2 922 (2014)                      | 106                |
| Ansan               | 32002      | Ansannais         | 7,76             | 83 (2014)                         | 11                 |
| Aubiet              | 32012      | Aubiétains        | 38,96            | 1 115 (2014)                      | 29                 |
| Aurimont            | 32018      | Aurimontois       | 8,07             | 204 (2014)                        | 25                 |
| Bédéchan            | 32040      | Bédéchanais       | 7,84             | 154 (2014)                        | 20                 |
| Blanquefort         | 32056      | Blanquefortais    | 3,33             | 54 (2014)                         | 16                 |
| Boulaur             | 32061      | Boulaucois        | 9,03             | 162 (2014)                        | 18                 |
| Escornebœuf         | 32123      | Escornebeuvois    | 25,45            | 535 (2014)                        | 21                 |
| Giscaro             | 32148      | Giscarolais       | 5,40             | 89 (2014)                         | 16                 |
| L'Isle-Arné         | 32157      | L'Ilois           | 6,97             | 176 (2014)                        | 25                 |
| Juilles             | 32165      | Juillois          | 13,86            | 223 (2014)                        | 16                 |
| Lahas               | 32182      | Lahasiens         | 14,54            | 168 (2014)                        | 12                 |
| Lussan              | 32221      | Lussanais         | 12,83            | 219 (2014)                        | 17                 |
| Marsan              | 32237      | Marsannais        | 14,93            | 462 (2014)                        | 31                 |
| Maurens             | 32247      | Maurensois        | 13,03            | 306 (2014)                        | 23                 |
| Mongausy            | 32270      | Mongauziens       | 7,41             | 74 (2014)                         | 10                 |
| Montiron            | 32288      | Montironais       | 10,54            | 128 (2014)                        | 12                 |
| Saint-Caprais       | 32467      | Saint-Capraisiens | 7,89             | 139 (2014)                        | 18                 |
| Sainte-Marie        | 32388      | Saint-Mariens     | 22,45            | 415 (2014)                        | 18                 |
| Saint-Martin-Gimois | 32392      | Saint-Martinais   | 6,68             | 89 (2014)                         | 13                 |
| Saint-Sauvy         | 32406      | Saint-Sauviens    | 17,58            | 339 (2014)                        | 19                 |
| Tirent-Pontéjac     | 32447      | Tirentains        | 7,55             | 79 (2014)                         | 10                 |

## Démographie
| 1999 | 2009 | 2011  |
| ---- | ---- | ----- |
| -    | -    | 7 998 |

## Administration
| Période                                  | Période | Identité       | Étiquette | Qualité                     |
| ---------------------------------------- | ------- | -------------- | --------- | --------------------------- |
| ?                                        | 2008    | Bernard Herman |           | Maire de Sainte-Marie       |
| 2008                                     | 2014    | Pierre Duffaut |           | Maire de Gimont (2001-2020) |
| Les données manquantes sont à compléter. |         |                |           |                             |

## Compétences
La Communauté de communes exerce les compétences suivantes :
- voirie
- Assainissement non collectif
- Tourisme
- Cinéma
- Economie
- Haut débit
- social

## Sources
- Le SPLAF (Site sur la Population et les Limites Administratives de la France)
- La base ASPIC